# Denis Glușakov
Denis Borisovici Glușakov (în rusă Денис Борисович Глушаков; n. 27 ianuarie 1987) este un fotbalist internațional rus care joacă pentru Ahmat Groznî și echipa națională a Rusiei pe postul de mijlocaș defensiv. 

## Carieră

### Club
Din 2005 până în 2013, a jucat pentru FC Lokomotiv Moscova, după care s-a transferat la Spartak.
La 19 iunie 2019, Glushakov și-a reziliat contractul cu FC Spartak Moscova pe cale amiabilă. Aceast lucru a survenit în urma unei controverse, în care fanii l-au acuzat că ar fi fost vinovat pentru îndepărtarea lui Massimo Carrera, cu care câștigase anterior campionatul.
10 zile mai târziu, pe 29 iunie 2019, Glușakov a semnat un contract pe un an, cu opțiunea de prelungire pe încă unul cu Ahmat Groznî. 

### Internațional

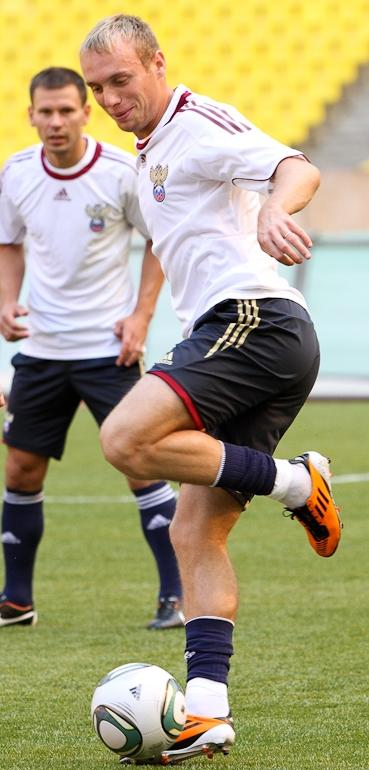
Glușakov la echipa națională de fotbal a Rusiei în 2011

A fost chemat pentru prima dată la echipa națională de fotbal a Rusiei în martie 2011.  Și-a făcut debutul în tricoul echipei naționale pe 29 martie 2011 într-un amical împotriva Qatarului. Pe 11 octombrie 2011, el a marcat primul său gol pentru Rusia într-o calificare la Euro 2012 împotriva Andorrei.
La 25 mai 2012 a fost inclus în lotul definitiv al Rusiei care a participat la UEFA Euro 2012.
La 2 iunie 2014, el a fost inclus în echipa Rusiei care a participat Campionatul Mondial de Fotbal din 2014. Pe 15 iunie 2016, Glușakov a marcat dintr-o lovitură de cap într-o înfrângere scor 2-1 împotriva Slovaciei la Euro 2016.
La 11 mai 2018, el a fost inclus în lotul lărgit pentru Campionatul FIFA 2018 din Rusia. Nu a fost inclus în lotul final.

## Viața personală
Unchiul său Valeri Glușakov a fost și el fotbalist profesionist.